# Niels Nikolaus Falck

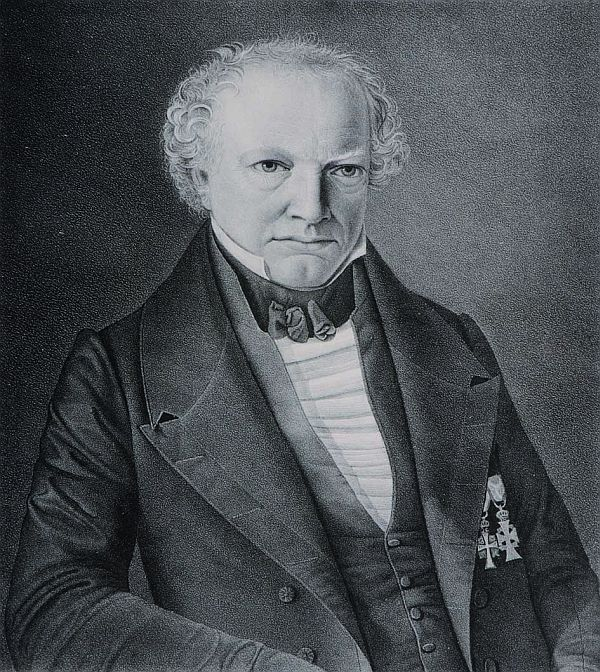
Niels Nicolaus Falck

Niels Nikolaus Falck (* 25. November 1784 in Emmerleff, Nordschleswig, Dänemark; † 11. Mai 1850 in Kiel) war ein deutscher Rechtswissenschaftler, Historiker und Staatsmann.

## Leben
Niels Nikolaus Falck stammte aus Emmerleff, das teilweise zum Herzogtum Schleswig, teilweise als Exklave zum Königreich Dänemark gehörte. Er studierte an der Christian-Albrechts-Universität zu Kiel. Ab  1809 arbeitete er als Assessor an der Schleswig-Holsteinischen Kanzlei (bis 1807 Deutsche Kanzlei, ab 1816 Schleswig-Holstein-Lauenburgische Kanzlei) in Kopenhagen, der zentralen Regierungsbehörde für das Herzogtum Schleswig und das Herzogtum Holstein. 1814 wurde Falck ordentlicher Professor der Rechte an der Universität Kiel. Fünf Mal wurde er zu ihrem Rektor gewählt: 1819/20, 1834/35, Sommersemester 1835, 1843/44 und 1847/48.
Während des ersten holsteinischen Verfassungsstreits (1815–20) war er eine Zeit lang Konsulent der nichtadligen Gutsbesitzer und unterstützte Friedrich Christoph Dahlmanns Bemühungen um eine Verfassung für die Herzogtümer, in denen die früheren Rechte der schleswig-holsteinischen Ritterschaft (u. a. Wahl des Landesherrn und Steuerbewilligung) wiederhergestellt werden sollten. Dahlmann war zu diesem Zeitpunkt Syndikus der Ritterschaft. Dabei wurde auch der Vertrag von Ripen aus dem Jahre 1460 wieder herangezogen. Der diesem entnommene Nebensatz „dat se bliwen ewich thosamende ungedeelt“, bezogen auf die Verhinderung von Erbteilungen, wurde bald zu einem Schlagwort mit gehöriger Sprengkraft umgedeutet („up ewich ungedeelt“ bzw. „up ewig ungedeelt“), mit dem der aufkommende deutsche Nationalismus in den unter der dänischen Krone stehenden Herzogtümern die Forderung nach einer Loslösung von ganz Schleswig und Holstein aufgrund angeblich historisch verbriefter Rechte forderte.
Im Jahr 1818 ergriff Falch die Initiative zur Gründung einer friesischen Geschichtsgesellschaft, die aber über Anfänge nicht hinauskam. Als 1833 sodann die Gründung der Gesellschaft für Schleswig-Holsteinische Geschichte gelang, wurde er deren erster Präsident.
1850 starb Falck in Kiel. Die Beisetzung erfolgte auf dem St.-Jürgen-Friedhof. Seit der Einebnung dieses Friedhofs im Jahr 1955 befindet sich sein Grabmal auf dem Parkfriedhof Eichhof.
Als nach Entfernung eines Großteils des Kieler Kloster der Blick von der Heiligengeistkirche auf den Kleinen Kiel frei wurde, nannte man diese neu entstandene Straße Falck zu Ehren Falckstraße.

## Bedeutung
Falck war einer der angesehensten Rechtsgeschichtler seiner Zeit, und vor allem sein Handbuch des schleswig-holsteinischen Privatrechts ist bis heute eines der eindrucksvollsten Werke zur Verwaltungs- und Rechtsgeschichte der Herzogtümer geblieben. Im Jahr 1835 wurde er als Vertreter der Kieler Universität Mitglied sowohl der schleswigschen als auch der
Holsteinischen Ständeversammlung in Schleswig bzw. Itzehoe. In der zweiten Diät wurde er 1838 als Präsident der schleswigschen Ständeversammlung gewählt. Er trat die Nachfolgen von Magnus von Moltke an, der auf eine erneute Kandidatur verzichtet hatte. Obwohl er im Zuge des aufkommenden Nationalismus der schleswig-holsteinischen Seite näher stand als der dänischen, blieb er in erster Linie Wissenschaftler und der gesamten dänischen Monarchie verbunden. Dadurch verlor er die Sympathien der nationalliberalen Schleswig-Holsteiner. Zwar trat er in Gemeinschaft mit acht anderen Kieler Professoren 1846 in der Schrift Staats- und Erbrecht des Herzogtums Schleswig (Hamburg 1846) gegen den Offenen Brief des Königs Christian VIII. auf, mit dem dieser die Erbfolge zu Ungunsten des Herzogs von Augustenburg regeln wollte und war auch 1848 Mitglied der Konstituierenden Schleswig-Holsteinischen Landesversammlung, doch hielt er sich parteipolitisch zurück.

## Auszeichnungen
- Titel Etatsrat (20. Januar 1832)
- Dannebrogorden, Kommandeur (28. Juni 1840)
  - Dannebrogsmann (28. Oktober 1836)

## Werke

### Autor
- Das Herzogthum Schleswig in seinem gegenwärtigen Verhältniß zu dem Königreich Dännemark und zu dem Herzogthum Holstein. Eine historische und staatsrechtliche Erörterung; Nebst einem Anhang, über das Verhältniß der Sprachen im Herzogthum Schleswig. Kiel 1816.
- Sammlungen zur nähern Kunde des Vaterlands. 3 Bde. Altona 1819–1825.
- Juristische Encyklopädie. Kiel 1821; 5. Ausgabe von Rudolf von Jhering, Leipzig 1851.
- Handbuch des schleswig-holsteinischen Privatrechts. 5 Bde. Altona 1825–1848.
- Wie der Friede mit Dänemark herbeizuführen und unter welchen Bedingungen er abzuschließen ist. Perthes-Besser & Mauke, Hamburg 1849.

### Herausgeber
- Staatsbürgerliches Magazin. 10 Bde. Schleswig 1821–1831, und Register, 1834), fortgesetzt als
- Neues staatsbürgerliches Magazin. 10 Bde. Schleswig 1833–1841 und in 3. Folge als
- Archiv für Geschichte, Statistik, Kunde der Verwaltung und Landesrechte. Kiel 1842–1847.